# National Crime Information Center

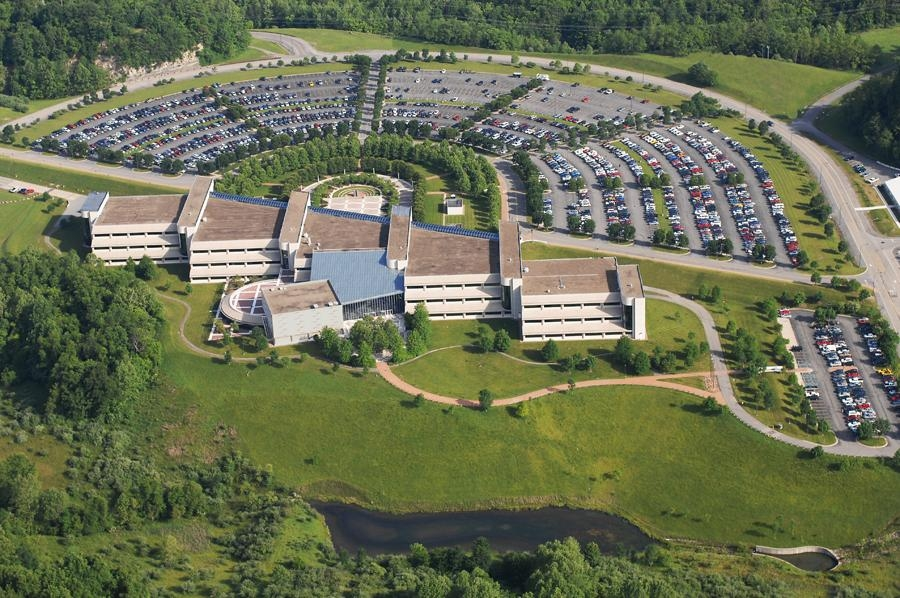
Flygbild över CJIS huvudanläggning i Clarksburg, West Virginia.

National Crime Information Center (förkortning: NCIC) är en databas som drivs av Criminal Justice Information Services Division (CJIS), en avdelning inom Federal Bureau of Investigation (FBI), och som är ett verktyg för sammankoppling och informationsdelning mellan brottsbekämpande myndigheter i USA på federal, delstatlig och lokal nivå samt av indiannationernas poliser.
NCIC startade under 1967 och är numera tillgänglig från polisdatorer i de flesta polisbilar i USA och har kallats för "livlinan för polisväsendet" (engelska: the lifeline for law enforcement).

## Innehåll
NCIC består av 21 aktsamlingar, varav 12 stycken rörande personer och 7 för egendom.

### Personaktssamlingar
- Foreign Fugitive File[1] – Efterlysta utlänningar som misstänks för brott som i USA motsvarar feloni.
- Gang File[1] – Information om kriminella gäng och dess medlemmar.
- Identity Theft File[1] – Används för att upptäcka identitetsstöld eller falsk identitet.
- Immigration Violator File[1] – Information om tidigare brottsdömda utlänningar samt de med aktivt utvisningsbeslut.
- Known or Appropriately Suspected Terrorist File[1] – Information om misstänkta terrorister.
- Missing Person File[1] – Information om försvunna personer, inklusive barn.
- National Instant Criminal Background Check System (NICS) Denied Transaction File[1] – Personer som nekats köpa handeldvapen enligt federal lagstiftning på grund av brottshistorik.
- National Sex Offender Registry File[1] – Information om sexualbrottslingar.
- Protection Order File[1] – Information om personer med kontaktförbud.
- Supervised Release File[1] – Information om personer med villkorlig frigivning.
- U.S. Secret Service Protective File[1] – Information om personer som tros utgöra hot mot USA:s president eller andra personer som skyddas av United States Secret Service.
- Unidentified Person File[1] – Information om oidentifierade personer som är avlidna.
- Wanted Person File[1] – Personer som är efterlystna och som det finns arresteringsorder utfärdad för.
- Violent Person File[1] - Personer med historik med våldsbrott samt de som hotat brottsbekämpande myndigheter och dess företrädare.

### Egendomsaktssamlingar
- Article File[1] – Information om anmält stulna föremål.
- Boat File[1] – Information om stulna båtar.
- Gun File[1] – Information om stulna vapen eller vapen som använts för att begå brott.
- License Plate File[1] – Information om stulna fordon utifrån registreringsskyltar.
- Securities File[1] – Information om stulna eller förfalskade värdepapper.
- Vehicle and Boat Parts File[1] – Information om stulna vägfordons- eller båtdelar där serienummer kan vara borttagna eller förfalskade.
- Vehicle File[1] – Information om stulna vägfordon, fordon som använts vid brott eller som ska förverkas enligt beslut av domstol.